# أمير افتخاري
أمير افتخاري (بالفارسية: امیر افتخاری) هو لاعب كرة قدم إيراني في مركز الوسط، ولد في 29 يوليو 1964 في إيران. شارك مع منتخب إيران لكرة القدم. أما مع النوادي، فقد لعب مع نادي استقلال طهران.

## وصلات خارجية
- أمير افتخاري على موقع ناشيونال فوتبول تيمز (الإنجليزية)